# Submarines (poesia)
Submarines è una poesia scritta da Rudyard Kipling (1865-1936) e messa in musica dal compositore inglese Edward Elgar nel 1917, come terza di un ciclo di quattro canzoni legate alla guerra su argomenti nautici, per il quale scelse il titolo The Fringes of the Fleet  (Le frange della flotta).

## Storia
Come le altre del ciclo è intesa per quattro voci di baritono. Era scritta in origine con accompagnamento orchestrale, ma fu in seguito pubblicata per voce e pianoforte.
Il compositore non chiarisce quali sezioni della canzone debbano essere cantate dai solisti o dal coro.
La poesia era stata intitolata da Kipling Tin Fish.

## The Fringes of the Fleet
Il libro di Kipling Sea Warfare (1916) ripubblicò The Fringes of the Fleet (1915) e comprese una sezione, Tales of "The Trade", sul servizio dei sottomarini. Conteneva una poesia intitolata "The Trade" che inizia:
Letters and numbers on their skin.
They play their grisly blindfold games

In little boxes made of tin.»
Lettere e numeri sulla pelle.
Giocano i loro orribili giochi con la benda

In piccole scatole di latta.»

## Versi
And ensnare us beneath.
We arise, we lie down, and we move

In the belly of Death.
The ships have a thousand eyes

To mark where we come...
But the mirth of a seaport dies

When our blow gets home»
E ci intrappolano sotto.
Ci alziamo, ci sdraiamo e ci muoviamo
Nel ventre della morte.
Le navi hanno mille occhi

Per marcare da dove veniamo...
Ma l'allegria di un porto muore

Quando la nostra esplosione arriva a a casa»
Nell'ambientazione musicale la prima strofa viene ripetuta.